# Friday I'm in Love
Friday I'm in Love è un singolo del gruppo musicale britannico The Cure, pubblicato il 15 maggio 1992 come secondo estratto dall'album Wish.
Il singolo salì fino alla sesta posizione in classifica in Gran Bretagna e raggiunse la posizione numero 18 nella statunitense Billboard Hot 100. Si tratta dell'ultimo singolo da Top 40 pubblicato dai Cure sino ad ora.

## Descrizione
Durante il processo di composizione, Robert Smith si convinse di aver inavvertitamente copiato la progressione di accordi del brano da qualche parte, e questa convinzione gli causò un profondo stato di paranoia nel quale chiedeva continuamente a tutti se la sua canzone ricordasse loro qualcosa di già sentito. Nessuno si pronunciò, e Robert si rese conto che la melodia fosse proprio sua. La linea di basso e la traccia vocale ricordano All The Way dei New Order (1989), anche se a sua volta la struttura di questo brano, assomiglia molto a Just like Heaven (1987) degli stessi Cure. La traccia venne originariamente scritta in un tempo più lento rispetto alla versione finale apparsa su disco.

## Videoclip
Il videoclip, diretto da Tim Pope, vede la band eseguire la canzone davanti a vari fondali su un palcoscenico. Nel video, la band gioca con vari oggetti di scena e costumi, mentre diverse comparse vagano, provocando il caos e, infine, distruggendo il set. Tim Pope fa un cameo all'inizio, in sella a un cavallo a dondolo e urla indicazioni attraverso un megafono di plastica con una voce acuta dopo aver inalato elio da un palloncino. L'inquadratura finale è del bassista Simon Gallup, accovacciato mentre indossa un velo da sposa con una pinta di birra in mano. Il video della canzone vinse il premio European Viewer's Choice for Best Music Video agli MTV Video Music Awards del 1992.

## Tracce (parziale)
1. Friday I'm in Love (Stangelove Mix) – 5:29
2. Halo – 3:47
3. Scared as You – 4:12

Durata totale: 13:28

## Formazione
- Robert Smith - voce, chitarra, tastiera
- Simon Gallup - basso
- Porl Thompson - chitarra
- Boris Williams - batteria
- Perry Bamonte - tastiera, chitarra
- Bryan "Chuck" New - remix

## Classifiche
| Classifica (1992)         | Posizione massima |
| ------------------------- | ----------------- |
| Australia                 | 39                |
| Austria                   | 13                |
| Belgio (Fiandre)          | 34                |
| Canada                    | 3                 |
| Germania                  | 16                |
| Irlanda                   | 4                 |
| Italia                    | 12                |
| Norvegia                  | 7                 |
| Nuova Zelanda             | 7                 |
| Paesi Bassi               | 32                |
| Regno Unito               | 6                 |
| Stati Uniti               | 18                |
| Stati Uniti (alternative) | 1                 |
| Svezia                    | 17                |
| Svizzera                  | 17                |

## Altri usi
- Friday I'm in Love è presente utilizzato nella colonna sonora del film del 2009 La verità è che non gli piaci abbastanza.[12]
- Friday I'm In Love è inclusa nella colonna sonora del film Questione di tempo di Richard Curtis (2013).

## Cover
Del brano esistono almeno 46 diverse reinterpretazioni.
- Dean Wareham & Britta Phillips reinterpretarono la canzone per una compilation di cover di brani dei The Cure, pubblicata dalla American Laundromat Records.[14]
- Una cover della canzone da parte di Dryden Mitchell venne inclusa nel film 50 volte il primo bacio (2004).
- I Fiction Family di Jon Foreman/Sean Watkins reinterpretarono il brano per la deluxe edition del loro debutto omonimo.[15]
- Nel novembre 2013 una versione della canzone suonata con lo ukulele viene interpretata dalla cantante Violetta Zironi durante la settima stagione del talent show X Factor. La traccia è stata inserita anche nel suo primo EP Dimmi che non passa pubblicato nel dicembre 2013.
- Il brano è stato anche riproposto in chiave punk-ska nel 2011 dal gruppo torinese Rimozionekoatta. Il brano appare come cassetta collezionabile nel gioco Metal Gear Solid V: The Phantom Pain (2015).